# 方丹高地
方丹高地（英語：Fontaine Heights），是南極洲的高地，位於葛拉漢地的葛拉漢海岸，從杜威山延伸至加西亞角，由英國南極名稱諮詢委員會命名，現時由南極條約體系管理。